# Херон-Лейк (тауншип, Миннесота)
Херон-Лейк (англ. Heron Lake) — тауншип в округе Джексон, Миннесота, США. На 2000 год его население составило 401 человек.

## География
По данным Бюро переписи населения США площадь тауншипа составляет 113,7 км², из которых 100,4 км² занимает суша, а 13,3 км² — вода (11,71 %).

## Демография
По данным переписи населения 2000 года здесь находились 401 человек, 146 домохозяйств и 110 семей.  Плотность населения —  4,0 чел./км².  На территории тауншипа расположено 152 постройки со средней плотностью 1,5 построек на один квадратный километр. Расовый состав населения: 99,50 % белых, 0,25 % азиатов, 0,25 % — других рас США. Испанцы или латиноамериканцы любой расы составляли 1,25 % от популяции тауншипа.
Из 146 домохозяйств в 32,9 % воспитывались дети до 18 лет, в 69,9 % проживали супружеские пары, в 2,7 % проживали незамужние женщины и в 24,0 % домохозяйств проживали несемейные люди. 21,2 % домохозяйств состояли из одного человека, при том 7,5 % из — одиноких пожилых людей старше 65 лет. Средний размер домохозяйства — 2,75, а семьи — 3,22 человека.
27,7 % населения — младше 18 лет, 7,0 % — в возрасте от 18 до 24 лет, 29,2 % — от 25 до 44, 21,7 % — от 45 до 64, и 14,5 % — старше 65 лет. Средний возраст — 38 лет. На каждые 100 женщин приходилось 119,1 мужчин.  На каждые 100 женщин старше 18 приходилось 121,4 мужчин.
Средний годовой доход домохозяйства составлял 40 714 долларов, а средний годовой доход семьи —  43 194 доллара. Средний доход мужчин —  22 188  долларов, в то время как у женщин — 23 125. Доход на душу населения составил 14 380 долларов. За чертой бедности находились 6,3 % семей и 9,8 % всего населения тауншипа, из которых 10,9 % младше 18 лет.